# 黑姆斯巴赫河 (卡爾河支流)
50°5′20.69″N 9°8′41.67″E / 50.0890806°N 9.1449083°E

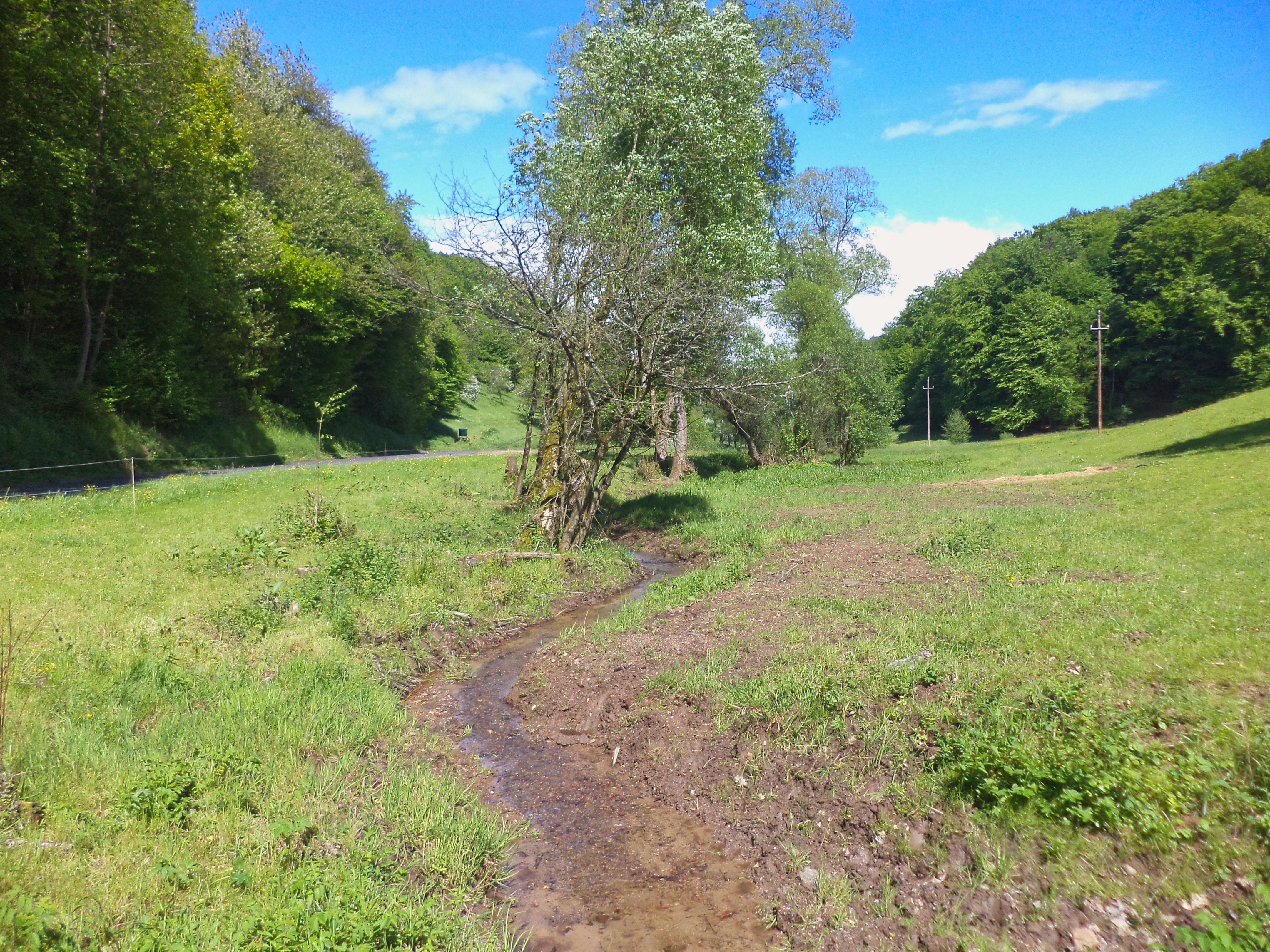

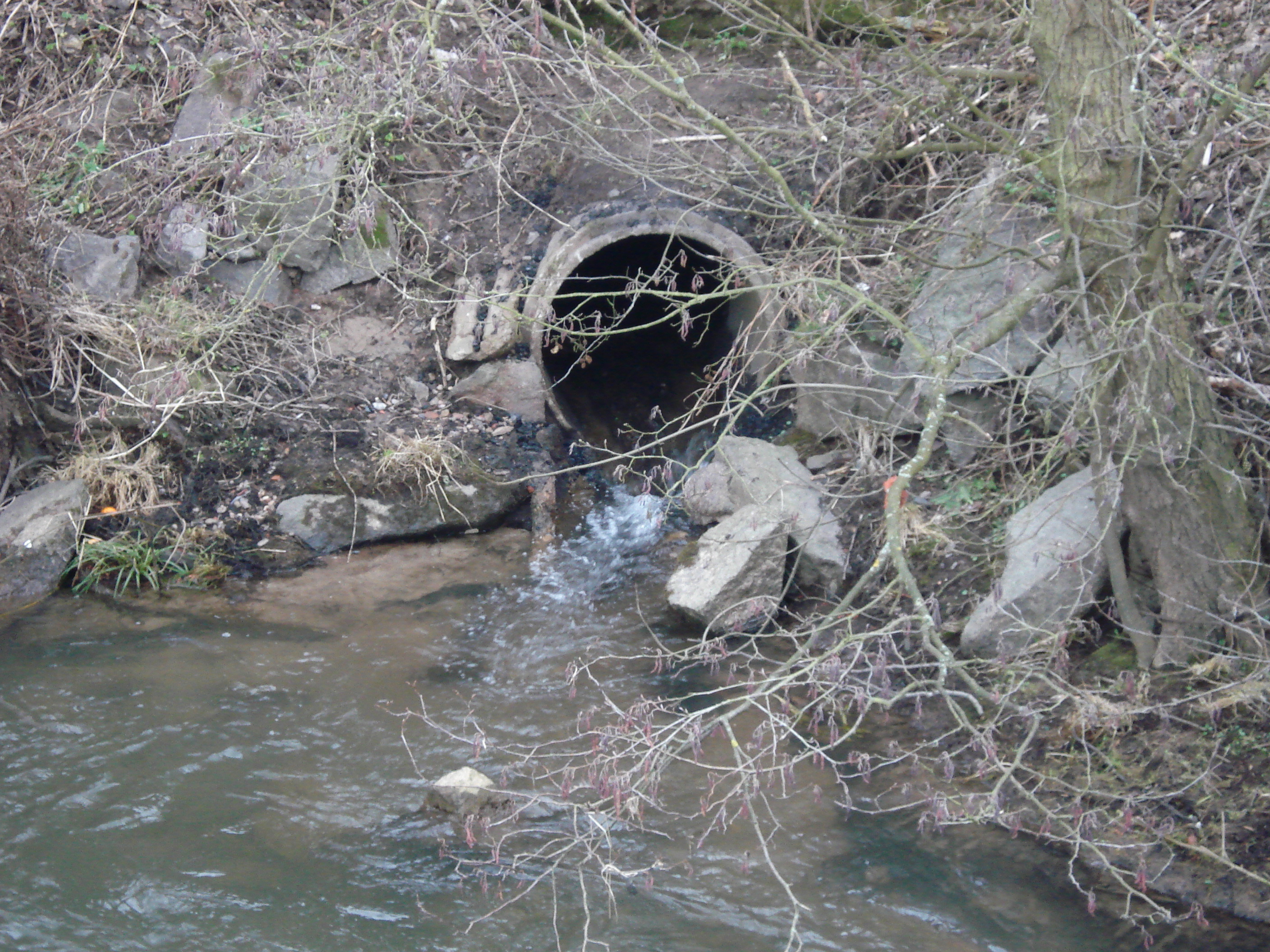

黑姆斯巴赫河（德語：Hemsbach），是德國的河流，位於該國東南部，由巴伐利亞負責管轄，屬於卡爾河的左支流，河道全長3.2公里，流域面積3.4平方公里。